# سلنه کاراماتسا
سِـلِنه کاراماتسا (ایتالیایی: Selene Caramazza؛ زادهٔ ۱۰ فوریهٔ ۱۹۹۳) بازیگر اهل ایتالیا است.
از فیلم‌ها یا مجموعه‌های تلویزیونی که وی در آن‌ها نقش داشته است، می‌توان به پدر ماتئو، واحد ضد مافیا و قلب پاک اشاره نمود.